# Jaguar (foguete)

O foguete Jaguar/Jabiru, modelos 1 e 2.

Jaguar é um foguete de sondagem de origem britânica. O seu desenvolvimento foi o resultado de um acordo firmado em 1958, entre o Royal Aircraft Establishment (RAE) britânico e o Weapons Research Establishment (WRE) australiano. O acordo previa a colaboração para o desenvolvimento de um foguete para conduzir experimentos aerodinâmicos em hipervelocidade (Mach 5 ou mais).

## Origens
Segundo as especificações do projeto, o foguete teria três estágios, sendo um motor Rook II para o primeiro, um motor Gosling IIN para o segundo e um Lobster 1A
para o terceiro. Ainda segundo o acordo firmado, caberia a cada parte:
- Ao RAE, o desenvolvimento de um foguete de dois estágios (1 x Rook + 1 x Gosling)
- Ao WRE, outro  foguete de dois estágios (1 x Gosling + 1 x Lobster)

Depois de testadas, essas combinações seriam integradas num foguete de três estágios, que deveria ser conhecido como "Jaguar" no Reino Unido e "Jabiru" na Austrália. 
Porém, devido a confusões com um foguete de sondagem americano e um avião caça britânico de mesmo nome, o nome Jaguar acabou sendo abandonado em favor do nome 
australiano, Jabiru.

## Desenvolvimento
Os testes dos modelos preliminares de dois estágios, transcorreram entre junho de 1959 e agosto de 1960 por parte do RAE, e entre julho de 1959 e setembro de 1960 por parte do WRE. Em dezembro de 1960, começaram os testes com o foguete de três estágios, o Jabiru Mk.1 e em outubro de 1964 começaram os testes com uma versão melhorada, o Jabiru Mk.2, e ainda houve uma terceira versão buscando velocidades finais ainda maiores, o Jabiru Mk.3.

## Características

### Jabiru Mk.1 (Jaguar)
O primeiro da série, era um foguete de três estágios (1 x Rook II + 1 x Gosling IIN + 1 x Lobster), movido a combustível sólido, com as seguintes características:
- Altura: 11,90 m
- Diâmetro: 44 cm
- Massa total: 1 670 kg
- Carga útil: 9 kg
- Apogeu: 800 km
- Estreia: 15 de dezembro de 1960
- Último: 12 de fevereiro de 1964
- Lançamentos: 9

### Jabiru Mk.2
O segundo da série, era um foguete de três estágios (1 x Rook IIIA + 1 x Goldfinch II + 1 x Gosling IV), movido a combustível sólido, com as seguintes características:
- Altura: 12,90 m
- Diâmetro: 44 cm
- Massa total: 2 190 kg
- Carga útil: 45 kg
- Apogeu: 540 km
- Estreia: 2 de outubro de 1964
- Último: 4 de dezembro de de 1971
- Lançamentos: 12

### Jabiru Mk.3
O terceiro da série, era um foguete de três estágios (1 x Rook IIIA + 1 x Rook IIIB + 1 x Gosling IV), movido a combustível sólido, com as seguintes características:
- Altura: 12,75 m
- Diâmetro: 44 cm
- Massa total: 2 640 kg
- Carga útil:
- Apogeu:
- Estreia: 14 de novembro de 1973
- Último: 20 de novembro de de 1974
- Lançamentos: 5

## Legado
Em 1974, o projeto foi encerrado. Durante a sua vida útil (15 anos), os dados obtidos com os voos desses foguetes contribuíram de forma relevante para o conhecimento
dos efeitos das velocidades hipersônicas em termos aerodinâmicos e também sobre materiais refratários.